# Ленка-Кольонія
Ленка-Кольонія (пол. Łęka-Kolonia) — село в Польщі, у гміні Ленчиця Ленчицького повіту Лодзинського воєводства.
Населення — 90 осіб (2011).
У 1975—1998 роках село належало до Плоцького воєводства.

## Демографія
Демографічна структура станом на 31 березня 2011 року:
|          | Загалом | Допрацездатний вік | Працездатний вік | Постпрацездатний вік |
| -------- | ------- | ------------------ | ---------------- | -------------------- |
| Чоловіки | 48      | 13                 | 31               | 4                    |
| Жінки    | 42      | 5                  | 26               | 11                   |
| Разом    | 90      | 18                 | 57               | 15                   |